# 80/81
| Recensione | Giudizio |
| ---------- | -------- |
| AllMusic   | [ 2 ]    |

80/81 è un album discografico a nome Pat Metheny, Charlie Haden, Jack DeJohnette, Dewey Redman, Mike Brecker, pubblicato dall'etichetta discografica tedesca ECM Records il 1º settembre 1980.

## Tracce
Musiche di Pat Metheny, eccetto dove indicato.
Lato A
1. Two Folk Songs: 1st – 13:17
2. Two Folk Songs: 2nd – 7:31 (musica: Charlie Haden)

Lato B
1. 80/81 – 7:28
2. The Bat – 5:58
3. Turn Around – 7:05 (musica: Ornette Coleman)

Lato C
1. Open – 14:25 (musica: Pat Metheny, Jack DeJohnette, Dewey Redman, Charlie Haden, Michael Brecker)
2. Pretty Scattered – 6:56

Lato D
1. Every Day (I Thank You) – 13:16
2. Goin' Ahead – 3:56

## Formazione
- Pat Metheny - chitarra
- Charlie Haden - contrabbasso
- Jack DeJohnette - batteria (sonor drums e paiste cymbals)
- Dewey Redman - sassofono tenore (brani: 80/81, The Bat, Open e Pretty Scattered)
- Mike Brecker - sassofono tenore (brani: Two Folk Songs: 1st & 2nd, The Bat, Open, Pretty Scattered e Every Day (I Thank You))

Note aggiuntive
- Manfred Eicher - produttore
- Registrazioni effettuate il 26-29 maggio 1980 al Talent Studios di Oslo, Norvegia
- Jan Erik Kongshaug - ingegnere delle registrazioni
- Dag Alveng - foto copertina album (retrocopertina)
- Rainer Drechsler - foto interne copertina album
- Barbara Wojirsch - design copertina album[3]

## Classifica
Album
| Anno | Classifica    | Posizione raggiunta |
| ---- | ------------- | ------------------- |
| 1980 | Billboard 200 | 89                  |